# Porte de Saint-Mandé
De Porte de Saint-Mandé is een toegangslocatie (porte) tot de stad Parijs, en is gelegen in het noordwestelijke 12e arrondissement.
Porte de Saint-Mandé was een fysieke stadspoort, onderdeel van de 19e-eeuwse stadsomwalling van Thiers. Langs de poort verliep het verkeer tussen Parijs en Saint-Mandé, vandaar de naam.